# Billie the Vision and the Dancers
Billie the Vision & the Dancers är ett svenskt indiepop-band med rötter i Bräkne-Hoby. Bandet bildades i Malmö våren 2004 samtidigt som de spelade in första skivan I Was So Unpopular in School and Now They're Giving Me This Beautiful Bicycle. De ger ut sina skivor på det egna bolaget Love Will Pay the Bills.
Billie the Vision har skrivit många låtar som handlar om en speciell transvestit från Malmö vid namn Pablo.
Karaktären förekommer särskilt ofta på albumet The World According to Pablo.

## Medlemmar
Följande personer är medlemmar i bandet. 
- Silvio Arismendi - slagverk (2005–idag)
- Pontus Janninge - akustisk gitarr, sång (2018-idag)
- Sofia Janninge - slagverk, fiol, sång (2004-idag)
- Gustav Kronkvist - elgitarr (2004-2012, 2016-idag)
- Lars Lindquist - sång, gitarr, tamburin (2004-idag)
- Maria Thenor - bas (2004-idag)

### Före detta medlemmar
- Lisa Haglind - trumpet, dragspel (2004-2008)
- John Dunsö - gitarr (2004-2010)
- Frida Brattgård - trumpet, dragspel, synt (2008-2012)
- Jon Lindquist - slagverk, sång (2008-2014)

## Diskografi, i urval
- 2004 – I Was So Unpopular in School and Now They're Giving Me This Beautiful Bicycle
- 2005 – The World According to Pablo
- 2007 – Where the Ocean Meets My Hand
- 2008 – I Used to Wander These Streets
- 2010 – From Burning Hell to Smile and Laughter
- 2011 – Best of Billie the Vision & the Dancers (samlings- och hyllningsalbum med bl.a. Peter Jöback, Maia Hirasawa, Seasick Steve och The Pipettes)
- 2012 – While You Were Asleep
- 2017 – What's the Matter with You Boy?
- 2019 – Billie No Mates (akustiskt album med endast Lars Lindquist)